# Надь, Ласло (психолог)
Ла́сло Надь (венг. Nagy László; 27 июня 1857, Кишуйсалаш — 25 февраля 1931, Будапешт) — венгерский психолог и преподаватель, специалист по детской психологии; считается первым детским психологом Венгрии.
Родился в семье учителя. Начальную школу окончил в Надькёрёше, дававшую среднее образование протестантскую гимназию — в Будапеште в 1875 году. Позже изучал педагогику и психологию в Будапештском университете, подрабатывая частным репетитором, и получил диплом учителя средней школы в 1881 году. С 1881 по 1907 годы преподавал в педагогическом училище психологию и педагогику.
В 1896 году он организовал Второй Общий конгресс по вопросам народного образования, главной темой на котором стало обсуждение изучения психологических проблем у детей. В 1899 году основал Ассоциацию венгерских учителей, будучи избран её главным секретарём, и редактировал журнал Magyar Tanítóképző, посвящённый педагогической подготовке учителей. В 1903 году создал в Будапеште Комитет по изучению детской психологии, а в 1906 году — Венгерское общество изучения ребёнка, которое возглавлял до конца жизни, будучи также главным редактором его журнала A gyermek. В 1908 году организовал международный научный конгресс по детской психологии в Гамбурге, в 1912 году — по экспериментальной психологии в Берлине. В 1909 году создал при училище, в котором ранее преподавал, психологическую лабораторию и учебный центр экспериментальной детской психологии. В 1916 году получил стипендию на продолжение своих исследований, в 1918 году был назначен директором Педагогического института. С падением Австро-Венгрии и провозглашением республики предложил проект единой системы образования в средних школах. После Революции астр и событий, связанных с созданием и падением Венгерской советской республики, в целом отошёл от активной деятельности, организовав, однако, в 1922 году Педагогический семинар в Будапеште и оставаясь до конца жизни его руководителем.
Центральным местом в теории Надя является интерес, который он считал главным фактором личностного развития. Написал большое количество работ по педагогике, детской психологии, реформе образования, исследование о детских рисунках.